# Кологриво
Кологриво — деревня в Старопольском сельском поселении Сланцевского района Ленинградской области.

## История
Деревня Кологрива, состоящая из 27 крестьянских дворов, упоминается на карте Санкт-Петербургской губернии Ф. Ф. Шуберта 1834 года.

КОЛОГРИВА — деревня принадлежит ведомству Павловского городового правления, число жителей по ревизии: 89 м. п., 83 ж. п. (1838 год)

Деревня Кологрива из 27 дворов, отмечена на карте профессора С. С. Куторги 1852 года.

КОЛОГРИВА, она же МЫШКИНА — деревня Павловского городового правления, по просёлочной дороге, число дворов — 27, число душ — 85 м. п. (1856 год)

КОЛОГРИВО (МЫШКИНО) — деревня Павловского городового правления при речке Долгой, число дворов — 27, число жителей: 89 м. п., 98 ж. п.; Мельница водяная. (1862 год)

В XIX — начале XX века деревня административно относилась к Константиновской волости 1-го земского участка 1-го стана Гдовского уезда Санкт-Петербургской губернии.
Согласно Памятной книжке Санкт-Петербургской губернии 1905 года деревня называлась Кологривы и образовывала Кологривское сельское общество.
До марта 1917 года деревня находилась в составе Константиновской волости Гдовского уезда.
С марта 1917 года, в составе Кологривского сельсовета Доложской волости.
- Деревня Кологриво на карте 1919 года

Согласно карте Петроградской и Эстляндской губерний издания 1919 года деревня называлась Кологрива.
С февраля 1927 года, в составе Ложголовской волости Кингисеппского уезда.
С августа 1927 года, в составе Осьминского района.
С декабря 1928 года, в составе Рудненского района. В 1928 году население деревни составляло 262 человека.
По данным 1933 года деревня Кологриво являлась административным центром Кологривского сельсовета Рудненского района, в который входили 8 населённых пунктов, деревни: Дедино, Деткова Гора, Кологриво, Куроплешево, Лажино, Межник, Плешево, Хотило, общей численностью населения 1229 человек. С августа 1933 года, вновь в составе Осьминского района.
По данным 1936 года в состав Кологривского сельсовета Осьминского района входили 13 населённых пунктов, 263 хозяйства и 8 колхозов.
С 1 августа 1941 года по 31 января 1944 года, германская оккупация.
С 1961 года, в составе Старопольского сельсовета Сланцевского района.
С 1963 года, в составе Кингисеппского района.
По состоянию на 1 августа 1965 года деревня Кологриво входила в состав Старопольского сельсовета Кингисеппского района. С ноября 1965 года, вновь в составе Сланцевского района. В 1965 году население деревни составляло 20 человек.
По данным 1973 и 1990 годов деревня Кологриво входила в состав Старопольского сельсовета.
В 1997 году в деревне Кологриво Старопольской волости проживали 79 человек, в 2002 году — 83 человека (все русские).
В 2007 году в деревне Кологриво Старопольского СП проживали 63 человека, в 2010 году — 81 человек.

## География
Деревня расположена в юго-восточной части района на автодороге 41К-188 (Гостицы — Большая Пустомержа).
Расстояние до административного центра поселения — 8 км.
Расстояние до ближайшей железнодорожной станции Веймарн — 59 км.
Деревня находится на левом берегу одного из левых притоков реки Долгая.

## Демография
| 1862 | 2007 | 2010 | 2017 |
| ---- | ---- | ---- | ---- |
| 187  | ↘63  | ↗81  | ↗84  |

## Известные уроженцы
- Николай Родионович Андреев (1921—2000) — танкист-ас во время Великой Отечественной войны, Герой Советского Союза, генерал-лейтенант